# Rolando Garbey
Rolando Garbey (Santiago di Cuba, 19 novembre 1947 – L'Avana, 16 dicembre 2023) è stato un pugile cubano.

## Palmarès

### Olimpiadi
- 2 medaglie:
  - 1 argento (Città del Messico 1968 nei pesi superwelter)
  - 1 bronzo (Montréal 1976 nei pesi superwelter)

### Mondiali dilettanti
- 1 medaglia:
  - 1 oro (L'Avana 1974 nei pesi superwelter)

### Giochi panamericani
- 3 medaglie:
  - 3 ori (Winnipeg 1967 nei pesi superwelter; Cali 1971 nei pesi superwelter; Città del Messico 1975 nei pesi superwelter)